# 漣水戰役
漣水戰役是1946年10月到12月第二次国共内战期间在江蘇省漣水縣的一次重大戰役。

## 戰役背景
1946年6月底，第二次國共內戰全面爆發，在華東，蔣中正調集45萬國民革命軍，準備剿滅在蘇皖解放區的新四軍與八路軍，而在蘇中解放區，解放軍華中野戰軍在粟裕、譚震林等將領指揮下，連續作戰，七戰七勝。然而在其他幾個解放區，新四軍與八路軍則連遭挫折。
7月底淮南解放區全部遭國軍攻下，8月整個淮北區被國軍佔領，9月又在極為被動的情況下，蘇皖解放區首府淮陰與準安被攻占，解放軍在華中的戰局迅速惡化，蘇中地區也因華中主力急速北移而迅速變為國軍佔領區，在運河以東的蘇北地區，解放軍僅控製著漣水、阜寧、鹽城與沭陽四座縣城，國軍從南北兩線對解放軍形成半包圍，使解放軍內線作戰的戰場變得十分狹窄，面對如此情勢，國軍認為，華中新四軍已無力與之抗衡，蘇北戰爭已近尾聲，隨後，國軍重新調整了部署，採取「避實擊虛」的戰術，在各方向上輪番進攻，希望割斷華中解放區與山東解放區的聯繫，徹底消滅新四軍主力。
10月19日，張靈甫和李良榮率整編第74師、整編第28師與第一快速縱隊，共4萬餘兵力，分3路向漣水進攻，漣水西南距淮陰35公里，南距淮安30餘公里，是蘇北地區的重要門戶，也是聯繫山東解放區與蘇中地區的樞紐，具有重要的戰略地位。

## 戰役前奏
當時王必成認為蘇中戰場已經勝利在望，但後來卻發現相鄰的淮南解放區情勢急劇惡化，在國軍三支主力的強攻下，解放軍被迫撤出淮南，隨後，整編第74師沿運河進入，準備攻下淮陰。淮陰當時是蘇皖解放區的首府，戰略地位重要，得失事關全局。因此，新四軍山東與華中野戰軍主力緊急馳援。粟裕一面急調成鈞與皮定均趕往淮陰，阻擊整編第74師，一面親率第一縱隊與第六縱隊從海安撤圍，奔赴淮陰，準備大戰整編第74師。
山東與華中主力到達前，淮陰守軍頑強抵抗，使整編第74師寸步難進，眼看兩支主力就要趕到，整編第74師處境危急，這時張靈甫派出一個團在夜色掩護下發動襲擊，守城部隊未料到國軍居然敢夜襲，更想不到進攻的地點恰在防線最堅固地段，最後遭整編第74師破陣攻下，一天後，山東與華中主力趕到，但機會已失，只好撤退，整編第74師趁勝南進，3天後又佔淮安，至此，兩淮地區完全失陷，解放軍撤退至蘇北根據地。
作為華中解放區心臟，兩淮地區及整個蘇中根據地的淪陷，嚴重影響華中野戰軍的士氣，一時人心浮動，連解放軍內部也產生了種種悲觀論調，粟裕、譚震林等華中將領們心情沉重，承認在兩淮戰役中，整編第74師確實表現出了相當的戰鬥力，其火力的強大與戰術的靈活，給解放軍參戰部隊留下了難忘的印象，當時很多參戰官兵都說：「整編74師比抗戰中的日本軍隊還難打啊！」王必成聽完這些話，氣得大發雷霆，開會時他一拳砸在桌面上並說：「看起來，得去會會這個張靈甫了！」

## 戰鬥序列

### 新四軍
- 第一次
- 華中野戰軍
- 第六縱隊
  - 第5旅
  - 第16旅
  - 第18旅
- 第一縱隊
  - 第1旅
- 第八縱隊
- 第二次
- 華中野戰軍
- 第六縱隊
  - 第5旅
  - 第16旅
  - 第18旅

### 國民革命軍
- 第一次
- 國民革命軍第七軍
- 整編第74師
  - 整編第51旅
  - 整編第57旅
  - 整編第58旅
- 整編第28師
  - 整編第192旅
- 第一快速縱隊
- 第二次
- 國民革命軍第七軍
- 整編第74師
  - 整編第51旅
  - 整編第57旅
  - 整編第58旅
- 整編第28師
  - 整編第16旅
  - 整編第192旅
  - 整編第195旅
- 第一快速縱隊

## 第一次漣水戰役
淮陰被國軍佔領後，國共雙方爭奪的重點，轉到了蘇北的重鎮漣水。漣水在淮陰東北35公里，是聯繫山東與華中兩大解放區的樞紐，整編第74師佔領淮陰後，下一個進攻的目標便是漣水。
此戰，國軍進攻漣水的主力部隊為整編第74師、整編第28師第192旅與第一快速縱隊，解放軍防禦漣水的主力部隊為華中野戰軍第六縱隊第5旅。
戰役一開始，整編第74師、整編第28師第192旅與第一快速縱隊使用聲東擊西的戰術，先向縣外的茭菱鎮發起猛攻，吸引漣水守軍的注意，然後主力直取漣水。1946年10月22日，整編第74師、整編第28師第192旅與第一快速縱隊集中全部炮兵，對漣水的南門渡口發起炮擊，部隊乘橡皮艇渡過廢黃河，第六縱隊第5旅守軍一個排進行血戰，最後還是全部犧牲，南門渡口失守，後來解放軍援軍及時反擊，重新封閉了突破口，但是整編第74師、整編第28師第192旅與第一快速縱隊已經建立了灘頭堡，並在河面上架起了浮橋，準備第二輪猛攻。
25日，整編第74師、整編第28師第192旅與第一快速縱隊和第六縱隊第5旅激戰一天，下午4時，整編第74師突然投入了一個團的兵力，不等火炮和飛機掩護便發起衝鋒，此時解放軍守備部隊已傷亡嚴重，疲憊不堪，不能再戰，只好投降，終於整編第74師在城南防線中央打開一個大缺口，直取漣水，這個時候，王必成的第六縱隊趕到，第六縱隊第18旅衝破國軍飛機與大炮的火力支援，及時增援南面陣地，整編第74師開始往外撤退，在東面，第六縱隊第16旅與整編第28師第192旅和第一快速縱隊則打起刺刀戰。
26日大戰再起，整編第74師傾注全力，發起猛攻，這是王必成與張靈甫的首次正式對決，這一天，整編第74師連續發動8次突襲，卻始終無法突破第六縱隊的防線，入夜後，第六縱隊發起反擊，夜霧迷漫的廢黃河邊，殺聲和刺刀聲混成一片。
28日，華中主力部隊全部趕到，粟裕下達了殲滅整編第74師、整編第28師第192旅與第一快速縱隊的命令。
30日夜，華中全線展開進攻，陶勇的第八縱隊、皮定均的第一縱隊第1旅與王必成的第六縱隊全力進攻整編第74師、整編第28師第192旅與第一快速縱隊。
31日清晨，整編第74師、整編第28師第192旅與第一快速縱隊全數撤退。
第一次漣水戰役，整編第74師、整編第28師第192旅與第一快速縱隊未能佔領漣水，還付出了7000餘人傷亡與80餘人被俘的慘重代價，這讓張靈甫非常不滿，誓言不攻下漣水就不回南京見校長。

## 第二次漣水戰役
第一次漣水戰役一個月後，陳誠下令李良榮派出整編第28師全部兵力配合整編第74師與第一快速縱隊，在三方配合下，國軍再次進攻漣水，此時，陳毅與粟裕正在北線準備宿北戰役，坐鎮南線的譚震林決定來個硬碰硬，將王必成的第六縱隊擺在漣水南面，對決整編第74師、整編第28師與第一快速縱隊。
12月3日，整編第74師、整編第28師與第一快速縱隊在正面排開將近100門火炮，對解放軍陣地進行炮擊，把整個戰場炸了一遍，隨後，M4雪曼坦克護衛整編第74師、整編第28師與第一快速縱隊步兵向第六縱隊陣地發起猛攻，經過兩日激戰，第六縱隊第5旅堅守的第一線村莊先後淪陷。
12月5日夜，王必成發動反擊，整編第74師的白朗寧M1917重機槍、M1918A2輕機槍與M1A1衝鋒槍在暗夜中織出嚴密火網，第六縱隊衝鋒受挫，反擊失利後，王必成迅速總結了經驗教訓，決心以堅守消耗敵軍，他將全師依梯次展開，構築了縱深的野戰工事，阻擊整編第74師、整編第28師與第一快速縱隊的進攻，在9天9夜的血戰中，第六縱隊官兵頑強抵抗，最後將整編第74師、整編第28師與第一快速縱隊阻擊在漣水南面。然而這一次，譚震林與王必成，都低估了張靈甫與李良榮，整編第74師、整編第28師與第一快速縱隊進攻漣水南面僅僅是佯攻，正當第六縱隊在漣水南面苦戰之際，整編第74師、整編第28師與第一快速縱隊主力繞道從西面進攻漣水，華中的偵聽人員截聽到整編第74師搜尋營從漣水西面發出的無線電信號，但是沒有引起漣水解放軍的警覺。
14日拂曉，整編第74師、整編第28師與第一快速縱隊主力在西面突然出現，第一道防線當天就被突破，傍晚，整編第74師的支援部隊進入廢黃河大堤，第六縱隊急忙抽調第16旅返城。然而，整編第74師進攻異常迅速，南面也集中重兵向第二道防線強攻，突破多處陣地。
15日上午，奉命支援的第六縱隊第16旅趕到，整編第74師在兵力與火力上都有壓倒性優勢，王必成親自趕赴西面前線，第六縱隊的敢死隊吶喊著，使用裝著卷刃刺刀的八一式馬步槍，硬是把整編第74師趕出去，當夜，譚震林緊急命令第18旅也回援漣水。
16日，張靈甫與李良榮調集西面與南面兩軍進行猛攻，共同集中炮火向解放軍西面陣地猛烈炮擊，炮擊之後，整編第74師以營團為單位，連續發起多波的衝鋒進攻，衝破多處解放軍的防線，佔領漣水外圍。中午時分，整編第74師從漣水西門與南門先後進攻城內，與解放軍展開了血戰，整編第74師以班排為單位，使用M2火焰噴射器與解放軍進行逐街逐屋的爭奪戰，城內的房屋，在九七式迫擊炮、M2迫擊炮、M2型4.2英寸迫擊炮、M3戰車炮、M3反坦克炮、M1A1榴彈炮、M2A1榴彈炮、M1918榴彈炮與M1巴祖卡火箭筒的炮火之下紛紛倒塌，縱橫交織的街道，更是被火焰噴射器燒得條條焦黑。在敵強我弱的情勢下，解放軍第6師守城部隊與主力部隊在當天下午先後撤退。
第二次漣水戰役，整編第74師、整編第28師與第一快速縱隊終於攻下漣水，總共傷亡8000餘人，而華中野戰軍第六縱隊則傷亡10000餘人，被俘100餘人，這在第六縱隊的作戰史上，如此的重大的傷亡是前所未有的，但令第六縱隊司令員王必成最痛心的是，絕大部份的部隊是因被圍困在城中未能撤出而犧牲或被俘。

## 戰後
張靈甫率領李良榮與一群軍官，到漣水古塔合影留念，實際上，第二次漣水戰役整編第74師、整編第28師與第一快速縱隊雖然取得勝利，但整編第74師前後傷亡近萬人，基層幹部損失慘重，在孟良崮戰役後，被俘的整編第74師旅團長們都認為漣水戰役重創了整編第74師，是造成後來覆滅的重要原因:「漣水戰役後，造成本師元氣虧損，戰力一蹶不振。」
漣水淪陷，战役实际负责人谭震林決定將王必成撤職查辦，将6纵交由江渭清指挥，但江渭清拒绝并直接赴陈毅、粟裕处说明原委（此时陈、粟在宿迁东北至沭阳一带指挥宿北战役），陈毅、粟裕了解王必成，主張改為留職檢查，這也許是王必成一生中最難堪的時刻，他對陳毅與粟裕說:「日後打整編第74師，絕對不要忘了我王必成的第六縱隊!」粟裕當即將華中參謀長陳士榘招到面前說:「以後凡我華中與華東野戰軍組織殲滅整編第74師的戰役，一定要讓第六縱隊參加，一定也要讓王必成參加。」並囑咐將此命令記錄存檔。谭震林后于鲁南战役时向华野其余领导澄清涟水失手责任不在王必成。